# NGC 2510
NGC 2510 este o galaxie lenticulară situată în constelația Câinele Mic. A fost descoperită în 31 ianuarie 1851 de către William Parsons, 3rd Earl of Rosse⁠(d). Se află la o distanță de 58,63 de megaparseci de Pământ.